# Józef Bogdał

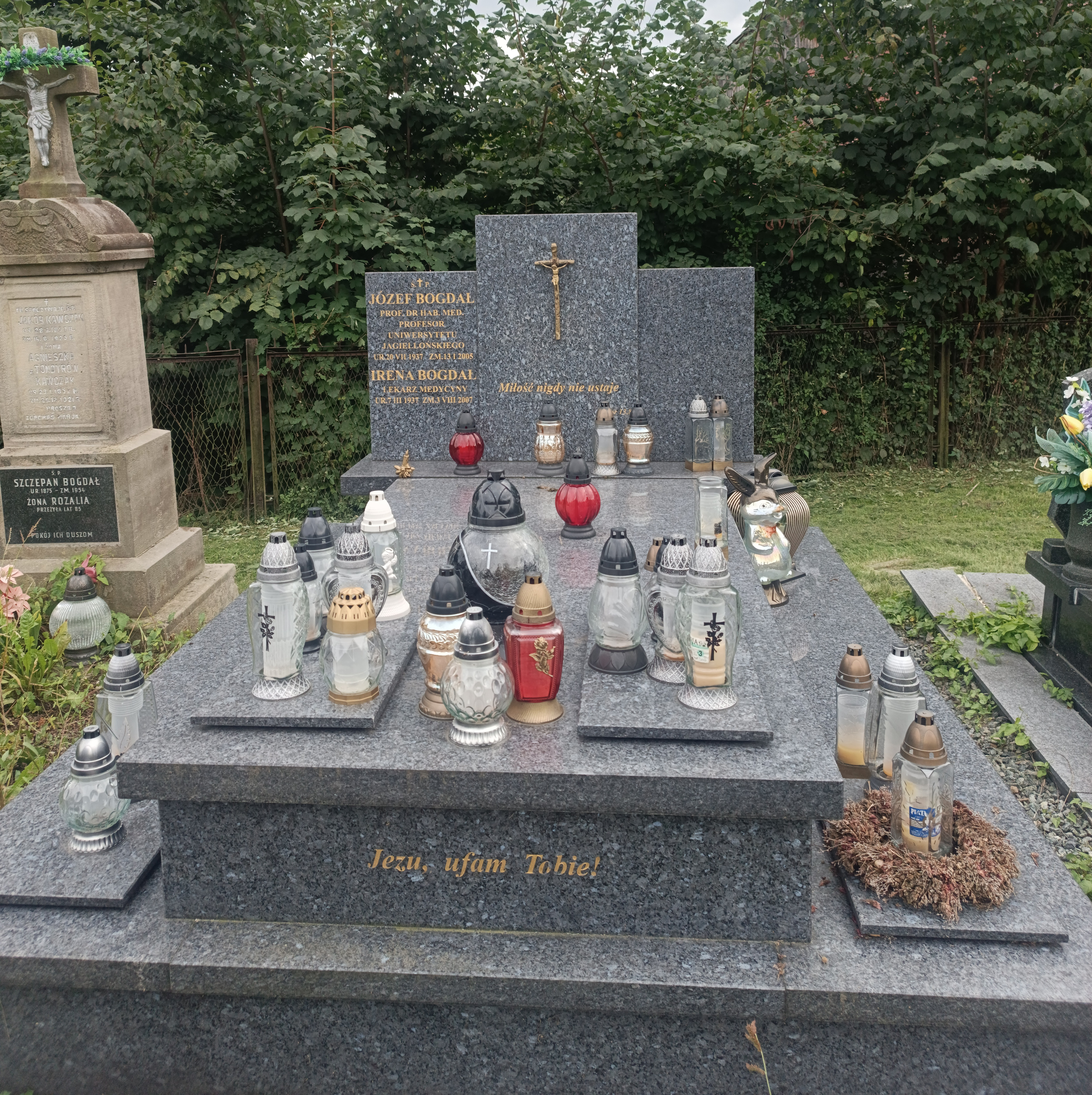
Grób Józefa Bogdała na cmentarzu parafialnym w Harbutowicach

Józef Bogdał (ur. 20 lipca 1937 w Harbutowicach, zm. 13 stycznia 2005) – polski lekarz, profesor nauk medycznych, specjalista w zakresie gastroenterologii i hepatologii, profesor Uniwersytetu Jagiellońskiego w Krakowie.

## Życiorys
Urodził się 20 lipca 1937 r. w chłopskiej rodzinie w Harbutowicach i tam uczęszczał do szkoły powszechnej. Za namową nauczycieli rodzice posłali go do szkoły średniej. W latach 1951–1955 był uczniem V Liceum Ogólnokształcącego im. Augusta Witkowskiego w Krakowie.
Po ukończeniu liceum podjął naukę na Akademii Medycznej w Krakowie. W 1971 r. uzyskał stopień doktora nauk medycznych, a w 1982 r. habilitację. Odbył także staż naukowy w II Klinice Chorób Wewnętrznych AM w Hradec Králové w ówczesnej Czechosłowacji. Po odejściu na emeryturę prof. Stanisława Kirchmayera w 1986 r. objął stanowisko kierownika Kliniki Gastroenterologii CM UJ. Pełnił także funkcję ordynatora w Klinice Gastroenterologicznej Szpitala Uniwersyteckiego. 18 października 1995 r. uzyskał tytuł profesora. Był też promotorem i recenzentem licznych prac doktorskich i habilitacyjnych.
Zmarł 13 stycznia 2005 r. Został pochowany zgodnie z jego wolą 15 stycznia na cmentarzu parafialnym w Harbutowicach.

## Życie prywatne
Jego żoną była Irena (1937–2007), także lekarka, z którą doczekał się potomstwa.

## Publikacje
Badania naukowe profesora dotyczyły głównie patologii wątroby, w tym polekowej i poalkoholowej, zaburzeń immunologicznych w chorobach wątroby, wpływu leków i alkoholu na górny odcinek przewodu pokarmowego, choroby wrzodowej, zjawiska gastroprotekcji, zmian patologicznych w przebiegu nieswoistych zapaleń jelit.
Był współautorem następujących publikacji:
- Kolonizacja grzybicza przewodu pokarmowego i jej znaczenie kliniczne (2000)
- Fungal Colonization of Gastric Mucosa and its Clinical relevance (2001)
- Effect of Fungal Colonization of Gastric Mucosa on the Course of Gastric Ulcers Healing (2011 – pośmiertnie).

## Odznaczenia
Został odznaczony Złotym Krzyżem Zasługi oraz Krzyżem Komandorskim Orderu Odrodzenia Polski przez Prezydenta RP na Uchodźstwie za wieloletnią opiekę lekarską nad żołnierzami Armii Krajowej.